# The Devil's Double (film, 1916)
Pour les articles homonymes, voir The Devil's Double.
The Devil's Double est un western muet américain, réalisé par William S. Hart, sorti en 1916.

## Fiche technique
- Titre original : The Devil's Double
- Réalisation : William S. Hart

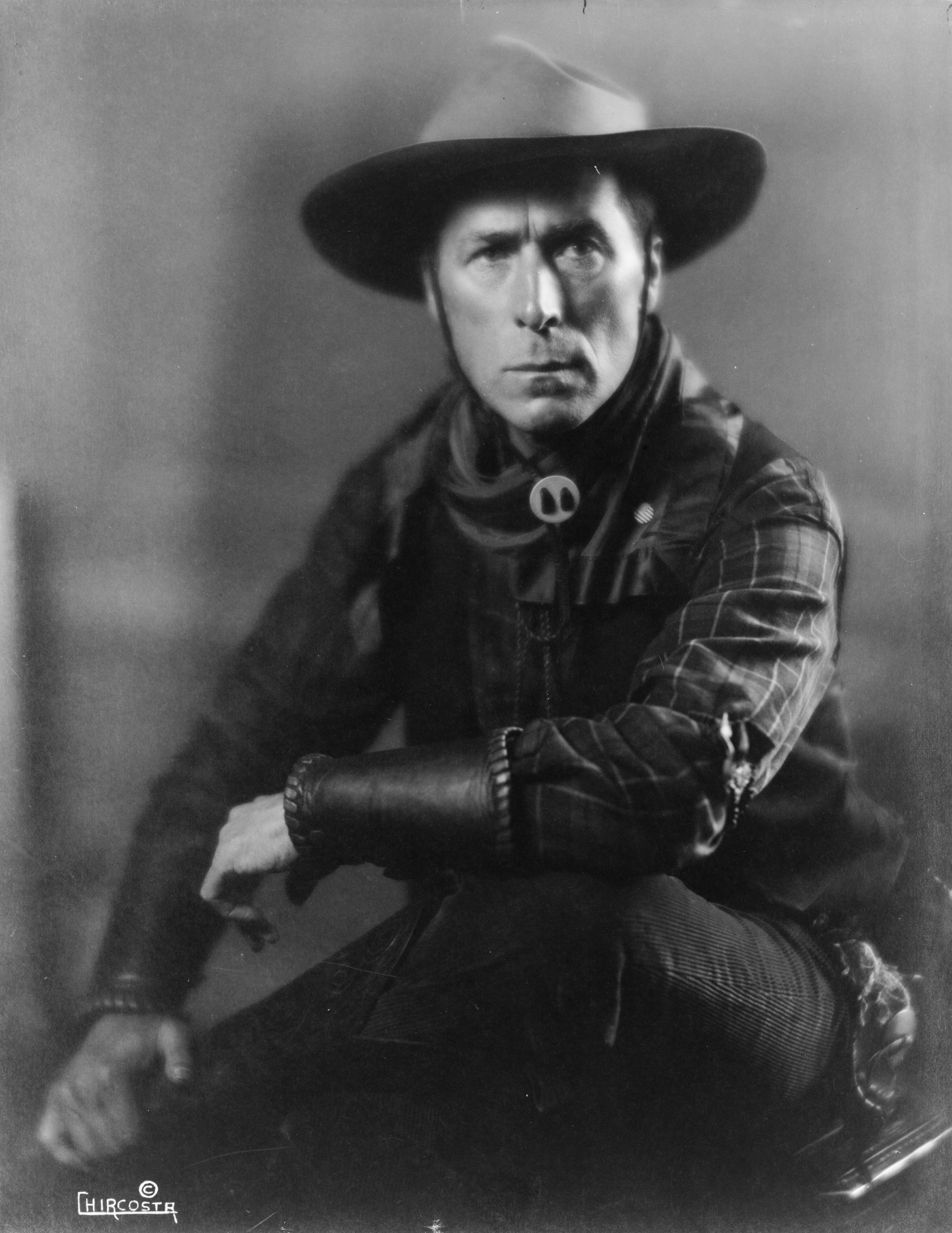
William S. Hart, réalisateur et acteur du film

- Scénario : J. G. Hawks (scénario et histoire)
- Photographie : Joseph H. August
- Direction artistique : Robert Brunton
- Production : Thomas H. Ince
- Société de production : Kay-Bee et Triangle Film Corporation
- Distribution : Triangle Distributing ( États-Unis)
- Format : Noir et blanc - Muet - 35 mm spherical - 1,33:1
- Durée du film : 50 minutes (1.500 mètres sur 5 bobines)[1]
- Lieu de tournage : Lac Big Bear dans la forêt nationale de San Bernardino en Californie
- Date de sortie :
  - États-Unis : 26 novembre 1916

## Distribution
- William S. Hart : Bowie Blake
- Enid Markey : Naomi Tarleton
- Robert McKim : Van Dyke Tarleton
- Kisaburo Kurihara : Jose Ramirez

## Autour du film
- Le film est considéré comme perdu[2].